# Miniaturização
Miniaturização é o processo de produção de objetos de consumo cada vez menores (miniaturas), iniciado durante a revolução tecnológica do século XX, e atualmente em andamento. Os japoneses ficaram famosos após a Segunda Guerra pela sua eficiência em miniaturizar produtos eletrônicos.
A eletrônica é de longe o campo onde a miniaturização é mais intensa, mas esta é uma tendência geral em todos os campos da produção.